# Gustav Bihl
Gustav Bihl (3. října 1847 Künzelsau – 19. února 1917 Most) byl německý důlní inženýr, průmyslník a podnikatel působící v oborech těžby hnědého uhlí a výrobě keramiky zejména v severních Čechách v okolí Mostu (Mostecké pánve). Dlouho úspěšně vedl těžební společnost Brüxer-Kohlenbergbau A. G., která předcházela pozdější Mostecké uhelné. Na přelomu století zakoupil továrnu na porcelán v Ledvicích a vybudoval z ní světově respektovaný podnik Porcellan- und Steingutfabrik G. Bihl a Com.

## Život

### Mládí
Narodil se ve městě Künzelsau v Bádensku-Württembersku na území bývalé Svaté říše římské (resp. Württemberského království) do rodiny učitele Jakoba Bihla-Kellera a jeho ženy Johanny. Po získání titulu důlního inženýra na báňské akademii začal Gustav Bihl pracovat v těžebním průmyslu, později též na území Rakouska-Uherska.

### Uhelný průmysl

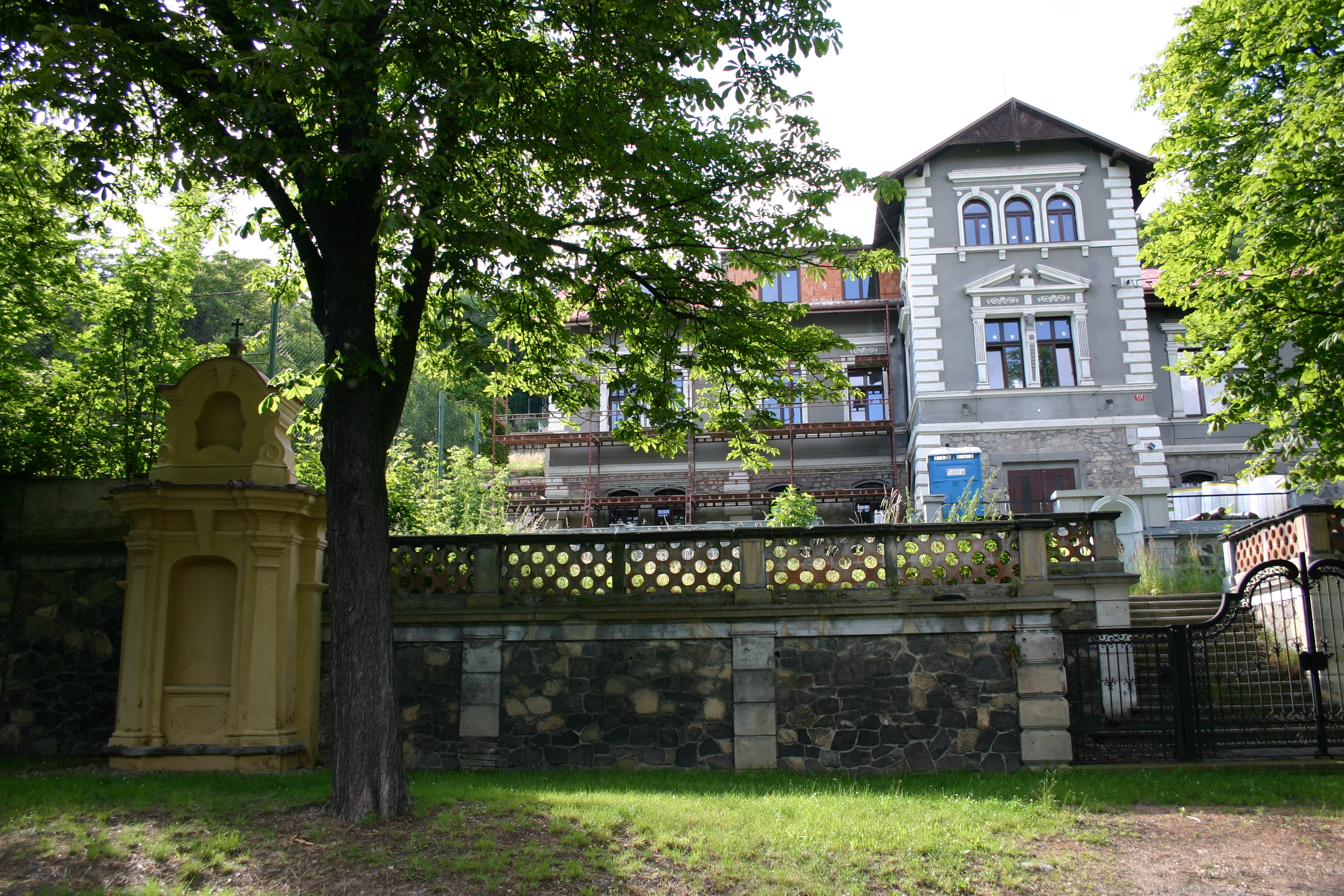
Bihlova vila v ulici Jana Žižky v Mostu (později sloužila jako Dům dětí a mládeže)

Počátkem 70. let 19. století se oženil s Marií Barbarou März, nějakou dobu žili v Győru v Uhrách. Následně byl Bihl zaměstnán v těžební společnosti Brüxer-Kohlenbergbau A. G. vlastněné podnikatelem Juliem Petschkem, která provozovala povrchové hnědouhelné doly v okolí Mostu a také v přeshraničním Sasku. Roku 1883 byl Gustav Bihl jmenován zplnomocněným, později řádným, ředitelem firmy. Za jeho řízení se rozšířila činnost firmy o moderní mechanizované vybavení, stroje i nová těžební území a doly: levně zakoupil zatopené doly s kvalitním uhlím, kde byl instalován systém nádrží a čerpadel, jeho autorem byl sám Bihl. Tyto doly byly odčerpány a nadále firmou zhodnoceny. V těžebním průmyslu Bihl působil do roku 1903.

Pro svou rodinu nechal u Mostu postavit v 80. letech 19. století v lokalitě Na Zahražanech pod Hněvínem honosnou sídelní vilu (tzv. Bihlova vila) v alpském stylu, v ulici Jana Žižky (tehdejší Gorenzově). Autorem projektu a stavby byl J. D. Feber z Teplic. 

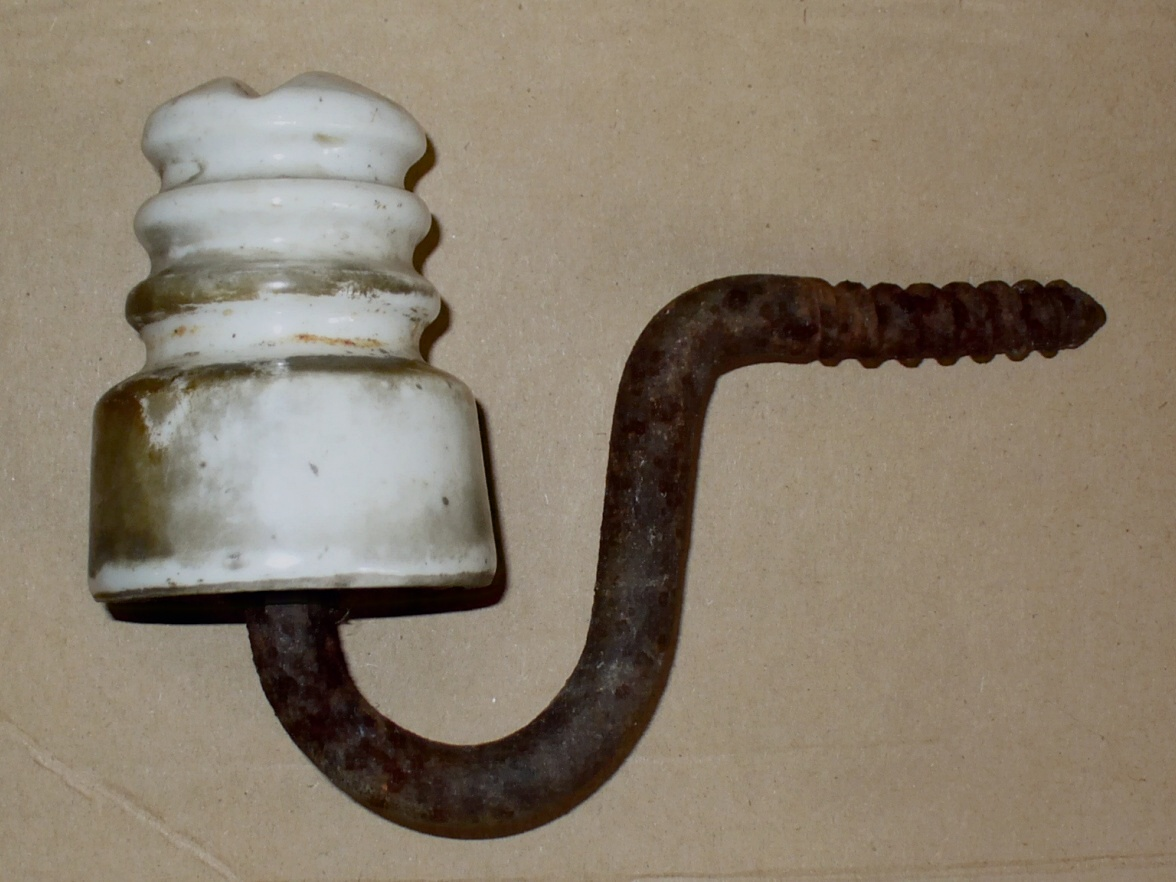
Keramický izolátor

### Porcelán
Roku 1896 odkoupil Bihl od Roberta Hankeho podíl v porcelánce v Ledvicích u Duchcova, o rok později vyplatil ostatní podílníky a stal se jediným majitelem závodu, který dostal název Porcellan- und Steingutfabrik G. Bihl a Com.. Ten se pod jeho vedením začal rovněž zdárně rozvíjet: vyráběla různé druhy ozdobného porcelánu (majolika), kameninové zboží, později se keramička Bihl na základě velké poptávky zaměřila a ve velkém vyráběla také porcelánové izolátory. Pro odbyt svého luxusního zboží vlastnila firma vzorové pobočky téměř ve všech evropských metropolích a velkých městech, včetně Vídně, Berlína, Paříže, Londýna, Moskvy či Milána. V době největšího rozmachu firmy zaměstnával keramický závod na 800 lidí. Roku 1905 byla firma přeměněna na akciovou společnost a jako podílník do ní vstoupil Bihlův syn Gustav Bihl mladší.

### Úmrtí
Gustav Bihl zemřel 19. února 1917 v Mostu ve věku 69 let a byl zde nejspíš také pohřben. Po jeho smrti převzal podíl v podniku jeho syn Gustav mladší.

### Rodinný život
Gustav Bihl byl ženatý s Marií Barbarou März, spolu počali celkem čtyři děti, včetně dědice firmy Gustava Bihla mladšího. Marie Barbara zemřela ve 37 letech v Mostu roku 1885. Podruhé se Bihl oženil s Josefínou Weberovou, manželství bylo, z důvodu vyššího věku obou, bezdětné.